# 6669 Obi
6669 Obi eller 1994 JA1 är en asteroid i huvudbältet som upptäcktes den 5 maj 1994 av de båda japanska astronomerna Kazuro Watanabe och Kin Endate vid Kitami-observatoriet. Den är uppkallad efter japanske astronomen Shinya Obi.
Asteroiden har en diameter på ungefär 6 kilometer och den tillhör asteroidgruppen Flora.